# Ditylus gracilis
Ditylus gracilis är en skalbaggsart som beskrevs av Leconte 1854. Ditylus gracilis ingår i släktet Ditylus och familjen blombaggar. Inga underarter finns listade i Catalogue of Life.